# Леон Людвік Сапега
Леон Людвік Сапега (іноді Сапіга, пол. Leon Ludwik Sapieha; 18 вересня 1803, Варшава — 1 вересня 1878, Красичин) — галицький громадсько-політичний діяч. Один з очільників «Руського Собору». Перший маршалок Галицького сейму.

## Життєпис
Молодший син мечника Варшавського князівства, шамбеляна та ад'ютанта Наполеона І князя Александра Антонія Сапеги та його дружини (графині з походження) Анни Ядвіґи із Замойських.
Предки:
- Марцін Замойський;
- донька Вишневецького Костянтина Анна.

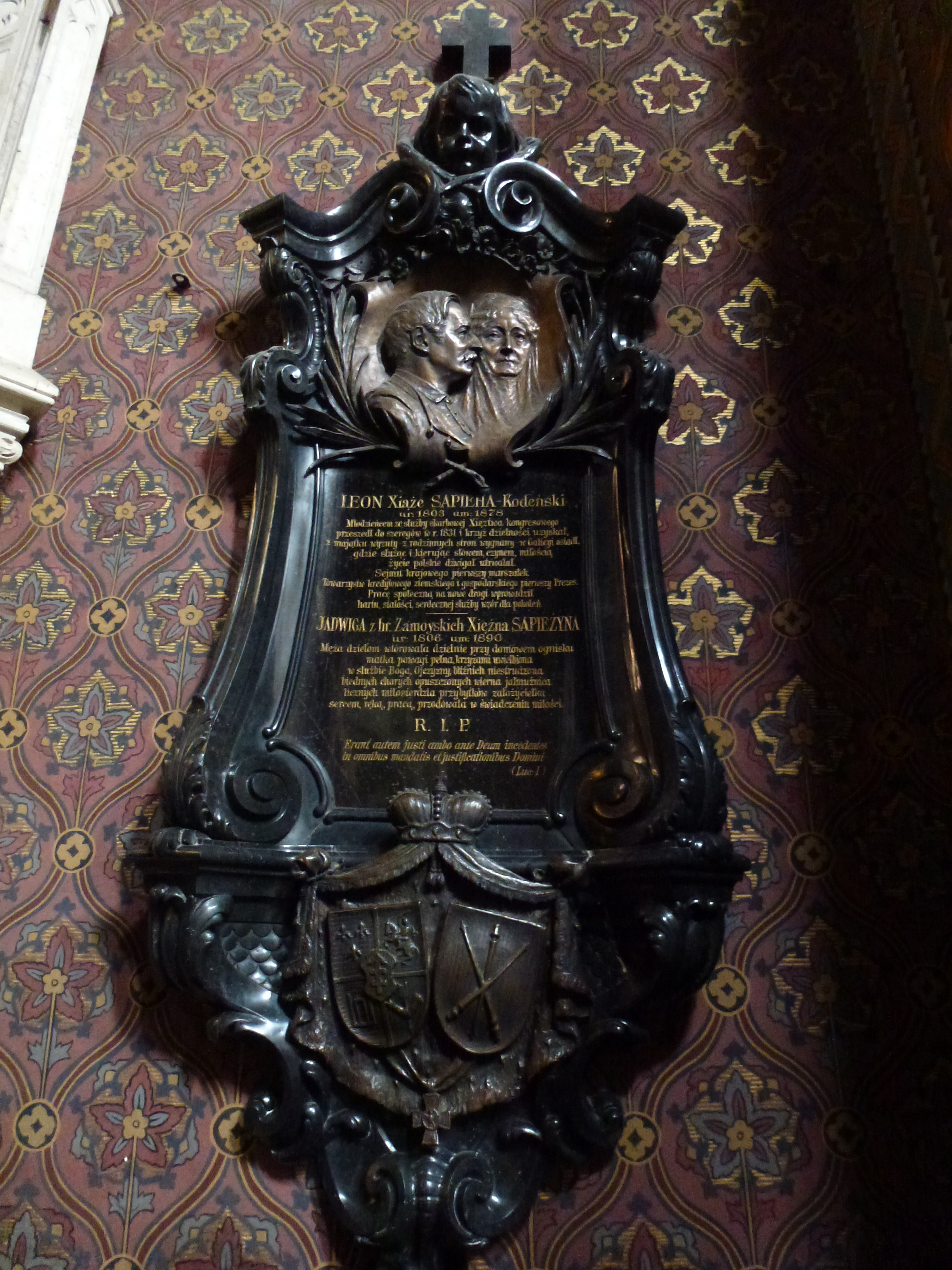
Епітафія Л. Л. Сапеги в Латинському катедральному соборі у Львові

Дитинство з матір'ю та сестрою провів у Парижі. 1835 року купив замок Красицьких, перетворив на родову резиденцію. Отримав: 1836 року на Галицькому становому сеймі — галицький «індиґенат»; потім титул «великого стражника срібла коронного» (нім. Oberstandsilberkämmerer).
1839 року разом з Александером Фредром запропонував спорудити залізницю Бохня — Львів — Бережани.
1848 року був членом польської Центральної національної ради.
1862 року за допомогою глобуса і шнурівки переконував англійських капіталістів, що для них найвигіднішим є будівництво трансконтинентальної залізниці від Англії до Індії через Львів. Влітку 1863 року спільно з англійцями заснував «Англо-австрійський банк». 11 січня 1864 року цісар Франц Йозеф І надав консорціуму Л. Л. Сапеги — Томаса Брессі (англійський інженер; споруджував залізниці по всьому світі — від Канади до Австралії, отримав нагороди в Англії, Італії, Австрії) на будівництво залізниці Львів — Чернівці — Ясси. Був першим президентом «Товариства Львівсько-Чернівецько-Ясської залізниці» (назва — з 15 жовтня 1868 року, до цього, з 1 червня 1864 року — «Товариство Львівсько-Чернівецької залізниці»).
1869 року Юліан Лаврівський в порозумінні з князем Л. Л. Сапегою (з ним зблизився під час польського повстання 1863 року) та міністром закордонних справ графом Фрідріхом Фердинандом Бейстом (основним інспіратором акції, обраним до Галицького Сейму Торгово-промисловою палатою Бродів) виступив в Сеймі з резонансною промовою про польсько-українську співпрацю на основі католицької духовності.
Лише іноді передавав свої повноваження заступникам: Юліяну Лаврівському, Івану Ступницькому, ніколи — митрополиту Спиридону Литвиновичу. У спогадах стверджував про сильний (спочатку — тотальний) вплив духовенства на послів-селян. 23 березня 1875 року був звільнений з посади маршалка Галицького сейму на підставі власної заяви про відставку від 1869 року.
Помер 11 вересня 1878 року в Красичині, був похований у підземеллі замкової каплиці 14 вересня. Поховання було пишним за участі багатьох владців, представників громадськости.

## Світлини

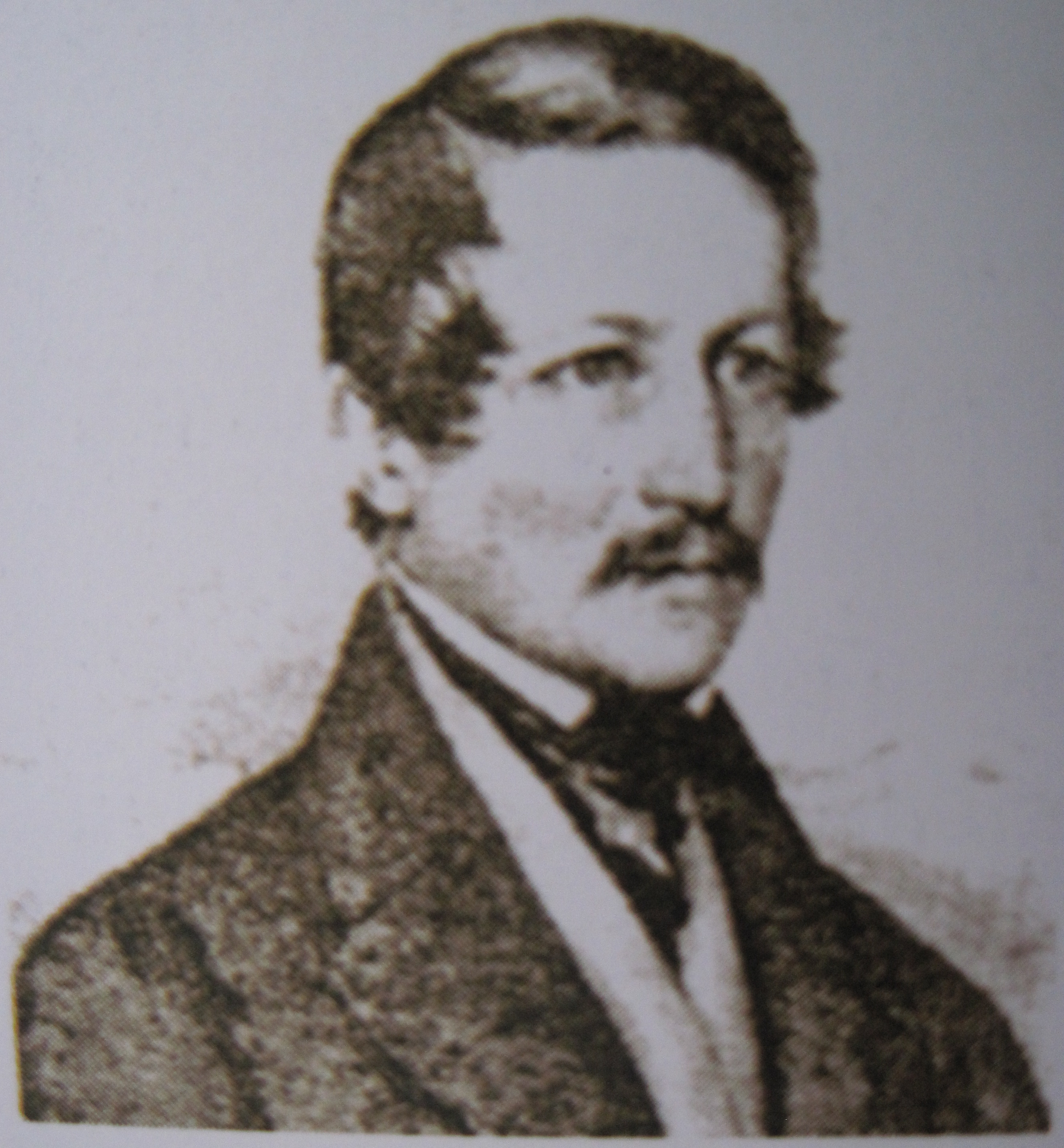
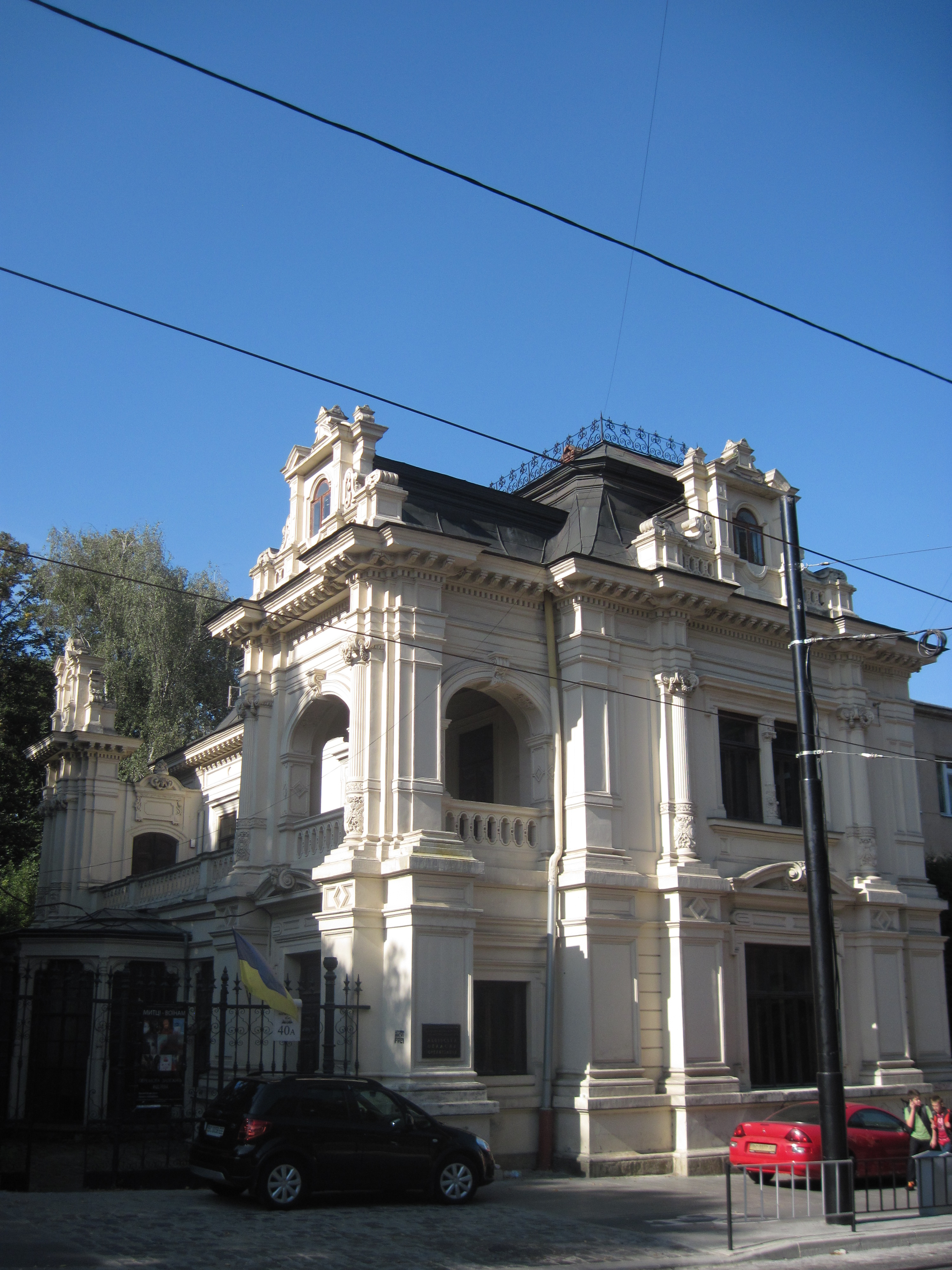

## Власність
Володів маєтками в Журавиці (поблизу Перемишля, придбав 1834 року Журавицю Руську і Ляцьку з 3-ма фільварками), Озерянах, Ланівцях, Більчому-Золотому — на Поділлі (придбав на ім'я матері), Красічин — свою основну резиденцію — з п'ятьма фільварками придбав 1835 року. Віном дружини були Старе Село та Запалів з п'ятьма фільварками. Пізніше володів двориком на вул. Широкій (тепер вул. Коперника) у Львові, маєтком у Рава-Руській (1874). 1873 року власність оцінював у 3 млн золотих ринських.
1866 року придбав папірню в Черлянах, яку потім перетворив на Акціонерне товариство, яке за декілька років збанкрутувало; втратив на цьому 300000 золотих ринських. Схожа доля — в рафінерії нафти у Перемишлі, лляної мануфактури в Красічині.